# Prosoplus sparsutus
Prosoplus sparsutus là một loài bọ cánh cứng trong họ Cerambycidae.